# Fatah–Hamász-konfliktus
A Fatah–Hamász konfliktus  (arabul: النزاع بين فتح و حماس, an-Nizāʿ bayna Fataḥ wa-Ḥamās), másképpen palesztin polgárháború, (arabul: الحرب الأهلية الفلسطينية), 2006. december 15-én kezdődött és máig (2024 tavasza) is tart. A felek közt a feszültség folyamatosan nőtt, miután a Palesztinai Felszabadítási Szervezet (PFSZ) vezetője, a Nobel-békedíjas Jasszer Arafat 2004. november 11-én meghalt, és miután a Hamász nyerte a 2006-os palesztinai választásokat.
A konfliktus a két meghatározó palesztin párt, a Fatah és a Hamász között folyik.
1959-ben palesztin menekültek alapították a Fatah mozgalmat, amely ma a palesztin függetlenségért küzdő egyik meghatározó mozgalom, majd a palesztin szervezetek összefogásával 1964-ben létre jött a Palesztinai Felszabadítási Szervezet (PFSZ).
A Gázai övezetben kezdődött az első intifáda, miután 1987. december 7-én egy izraeli tehergépkocsi összeütközött egy palesztin személygépkocsival, megölve négy palesztint. A tüntetések és megmozdulások hamarosan átterjedtek Jeruzsálemre és Ciszjordániára is. A hat évig tartó harcokban 1087 palesztint, köztük 240 gyermeket, 100 izraeli civilt és 60 izraeli katonát öltek meg a megszállt palesztin területeken. Az intifáda kitörése nyomán alakította Ahmed Jászín 1987 végén a Hamász-t.
Az intifáda jelentős társadalmi és gazdasági terheket rótt Izraelre, így az izraeli kormány végül tárgyalóasztalhoz kényszerült, hogy az izraeli-palesztin viszonyt rendezze. A tárgyalások eredményeként 1993-ban született osloi megállapodások elhozták az intifáda végét. A megindult békefolyamat azonban az ezredfordulóra kudarcba fulladt, mivel nem szélesedett a palesztin önrendelkezés, nem jött létre az önálló és életképes palesztin állam, sőt, tovább folyt a törvénytelen zsidó telepek építése a megszállt palesztin területeken. A Hamász kritikusan szemlélte az osloi megállapodások megkötését, a békefolyamat kudarcában saját álláspontja helyességét látta igazolva.
2000 szeptemberében kezdődött a második intifáda. A 2005-ig tartó összecsapásokban, illetve a palesztin gerillák által elkövetett öngyilkos merényletekben közelítőleg 3000 palesztin, 1000 izraeli és néhány külföldi állampolgár is életét vesztette. A Gázai övezetben élt a Hamász vezetője Ahmed Jászín. Az intifáda alatt az izraeli hadsereg és titkosszolgálatok többször is megpróbálták megölni, végül 2004. március 22-én az IDF helikoptere AGM–114 Hellfire rakétákat lőtt ki rá, mikor reggeli imáról távozott egy mecsetből. A támadás megölte Jászint és testőreit, de végzett kilenc járókelővel is.
Abd el-Azíz ar-Rantíszi lett a Hamász új vezetője. Egy Jászinról való megemlékezésen kijelentette, hogy: "Az izraeliek nem lesznek biztonságban... Harcolni fogunk ellenük Palesztina, egész Palesztina felszabadításáig."Rantíszit végül április 17-én ölte meg egy célzott izraeli rakétacsapás.
Jászín és ar-Rantíszi meggyilkolásának hatására története során először a Hamász lett a legnépszerűbb palesztin ellenállási mozgalom Ciszjordánia és a Gázai övezet lakói közt egyaránt.
Az intifáda Izraelnek  súlyos társadalmi és gazdasági gondokat okozott, így az izraeli kormány, élén Aríél Sárón miniszterelnökkel a Gázai övezet feladása mellett döntött, mert a 21 zsidó telep és azok néhányezer lakója biztonságának fenntartása aránytalanul magas költséggel járt, a Gázai övezet hivatalos annektálása pedig a több, mint kétmillió palesztin izraeli állampolgárrá válását, ezzel az izraeli nemzetiségi arányok felborulását jelentette volna. A Knesszet 2005. február 16-án hagyta jóvá a tervet. Bár a zsidó telepeket felszámolták, az izraeli hadsereg pedig elhagyta a Gázai övezet területét, annak határait, felségvizeit és légterét máig is teljes ellenőrzése alatt tartja, és Izrael fenntartotta magának a jogot, hogy hadereje bármikor behatolhasson az övezet területére. A határzár gázai övezeti oldalán az izraeliek széles biztonsági sávot jelöltek ki, ahová a palesztinok nem léphetnek be, ezzel megfosztva az övezet lakóit földjeik használatának jogától.
Miután a Hamász nagy meglepetésre megnyerte a nemzetközi ellenőrök által is tisztának tartott 2006-os palesztin törvényhatósági választásokat a Fatah nem volt hajlandó együttműködni vele, ami palesztin belharcokhoz vezetett. A Hamász választási listájának vezetőjeként Iszmáíl Hanije lett a palesztin kormány miniszterelnöke, az új kormányba a Fatah nem küldött tagot. Izrael a 2006-os választások óta tartja katonai zárlat alatt a Gázai övezet szárazföldi és tengeri határát, valamint légterét. A zárlat fenntartását Egyiptom is segíti, a Gázai övezet-Egyiptom határ lezárásával, amire az Izraellel kötött megállapodásai kötelezik. Az Amerikai Egyesült Államok, az Európai Unió, néhány nyugati és arab ország is Hamász elleni szankciókat léptetett életbe. A Fatah és Hamász közti feszültség a Gázai övezetben fegyveres harcokba torkollott, aminek eredményeként a Fatah kiszorult az övezetből. A Hamász 2007 óta irányítja egyedül a Gázai övezetet.
A feszült viszonyt többször megkísérelték rendezni. Folytak erre vonatkozó tárgyalások 2008-2009-ben, de azok megakadtak, miután 2008. december 27-én Izrael háborút indított a Gázai övezet ellen.
2013-2014 során az Amerikai Egyesült Államok megkísérelt új életet lehelni a 2000 óta halott izraeli-palesztin béketárgyalásokba. John Kerry külügyminiszter ugyan sikerrel ültette tárgyalóasztalhoz az izraeli és palesztin felet, de a tárgyalássorozat végül kudarcba fulladt. Az izraeli-palesztin béketárgyalásokkal párhuzamosan a palesztin Fatah és Hamász is megkísérelte rendezni évtizedes feszült viszonyát, és lépéseket tett a palesztin egység megteremtésére. 2014. április 23-án a Fatah és a Hamász megegyezett egy palesztin egységkormány létrehozásáról és új törvényhozási választások tartásáról. Az egyezség tényét Izrael kormánya a béketárgyalások megszüntetésének ürügyéül használta fel.
Ennek ellenére megalakult egy palesztin szakértői kormány, amelynek nem volt Hamász-tag a miniszterei közt. A kormány fél évig állt fenn, majd Mahmúd Abbász, a Palesztin Nemzeti Hatóság elnöke a Hamásszal történő egyeztetés nélkül átalakította azt, ezzel ismét megakasztva a palesztin politikai egység helyreállítását.
Máig (2024 tavasza) több megegyezés született a megbékélésről, új palesztin választások tartásáról, de ezek végül sosem vezettek eredményre. Ennek eredményeként a 2006-os választások óta nem voltak törvényhatósági választások Palesztinában.
A 2023-as Izrael–Hamász-háború elkerülhetetlenül fontossá tette a palesztin egység megteremtését. A palesztin politikai szervezetek kínai és orosz diplomáciai közvetítéssel egyeztetésekbe kezdtek a palesztin egység megteremtésére. Ezek a tárgyalások vezettek a Pekingi Nyilatkozat megszületéséhez, amelyben tizennégy palesztin szervezet, köztük a Fatah és a Hamász tett hitet az egység megteremtése, az egységes politikai fellépés mellett.

## Lásd még
- Opera hadművelet
- Fókusz hadművelet
- Hatnapos háború
- Jom kippuri háború
- 2007-es libanoni konfliktus
- Arab–izraeli konfliktus
- Dohai megállapodás